# مارتین کالدرون (بازیکن فوتبال زاده ۱۹۹۹)
مارتین کالدرون (انگلیسی: Martín Calderón؛ زادهٔ ۱ مارس ۱۹۹۹) بازیکن فوتبال اهل اسپانیا است.
وی همچنین در تیم‌های ملی فوتبال زیر ۱۶ سال اسپانیا، زیر ۱۷ سال اسپانیا، زیر ۱۸ سال اسپانیا، و زیر ۱۹ سال اسپانیا بازی کرده‌است.